# LaRoma
LaRoma è un mensile calcistico dedicato interamente all'Associazione Sportiva Roma.
Raccoglie informazioni e novità sulla squadra giallorossa della Capitale, interviste ai calciatori, commenti dettagliati delle partite disputate durante il mese e il punto sul settore giovanile. Alla rivista viene allegato un poster dedicato ad un calciatore in particolare, mentre all'inizio della stagione sportiva viene incluso quello con la rosa ufficiale al completo.